# Sumci
Sumci (Siluriformes) jsou bohatý řád převážně sladkovodních paprskoploutvých ryb. Většinou jsou to ryby dna s menšíma očima, ale s dobře vyvinutými vousky s hmatovou a chemoreceptivní funkcí. Jedna z kostí horní čelisti, maxilla, se u sumců specializovala právě na manipulaci s párem nejmohutnějších vousů. Sumci jsou typicky vybaveni tukovou ploutvičkou a první paprsek jejich hřbetní ploutve a prsních ploutví je zpravidla zesílený, často tvoří až pevné ostré ostny, které sumci využívají při obraně. Ostny mohou být vybaveny jedovými žlázami. Sumcům chybí některé lebeční kosti a na rozdíl od příbuzných řádů postrádají drobné kůstky v tělní svalovině. Patří do velké a úspěšné sladkovodní linie Otophysa charakteristické např. přítomností Weberova orgánu, který je u sumců dobře vyvinut. Mezi sumce patří jedny z největších sladkovodních ryb, zejména sumec velký zastoupený i v české přírodě, ale také velice drobné druhy. 
Sumci se vyskytují ve sladkých vodách všech kontinentů (z Antarktidy jsou známi jen fosilní). Nejbohatší zastoupení mají v Jižní Americe, nejchudší v Austrálii. Dvě čeledi z celkového počtu asi 40 čeledí zahrnují převážně mořské druhy. Vzhledem k obrovské diverzitě sumců (je jich patrně kolem 4 000 druhů) u nich nacházíme i nejrůznější zajímavé adaptace (např. parazitismus u některých kandirovitých, ústa přeměněná na přísavné aparáty u mnoha sumců prudkých toků, schopnost generovat elektrický proud u pasumců, adaptace k životu v jeskynních vodách, péči o mladé u krunýřovcovitých a dalších, přídatné dýchací orgány u keříčkovců a pakeříčkovců atd.).  
Mnoho sumců patří mezi důležité lovné ryby. Pangas spodnooký je jednou z nejvíce na maso chovaných ryb světa. Různí drobnější sumci jsou běžnými chovanci v akváriích.  

## Popis

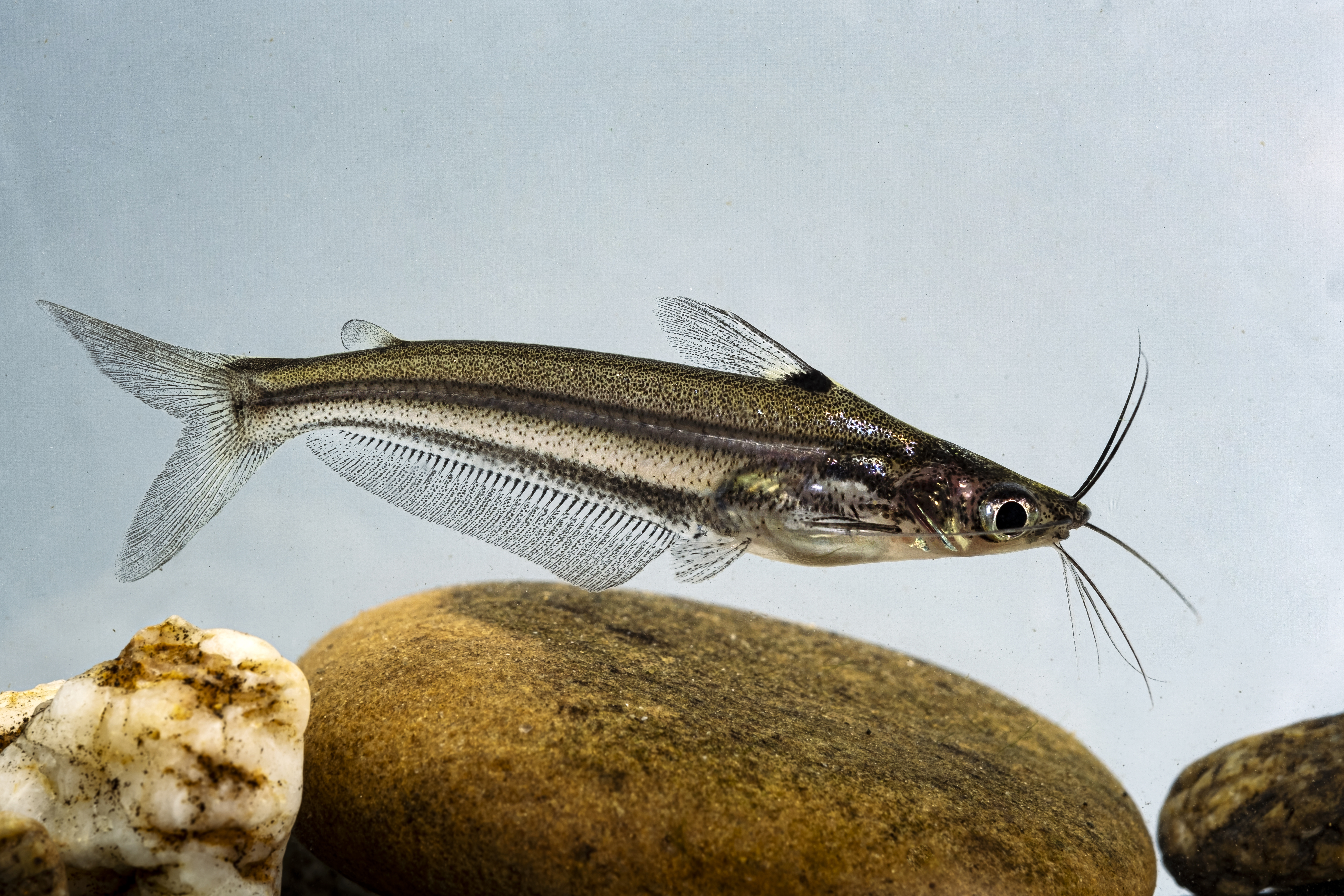
Sumčík ostronosý (Pachypterus acutiropstris) dobře ilustruje znaky sumců: má dlouhé tělo, širokou hlavu se 4 páry vousků, tukovou ploutvičku a pevné první paprsky hřbetní a prsních ploutví

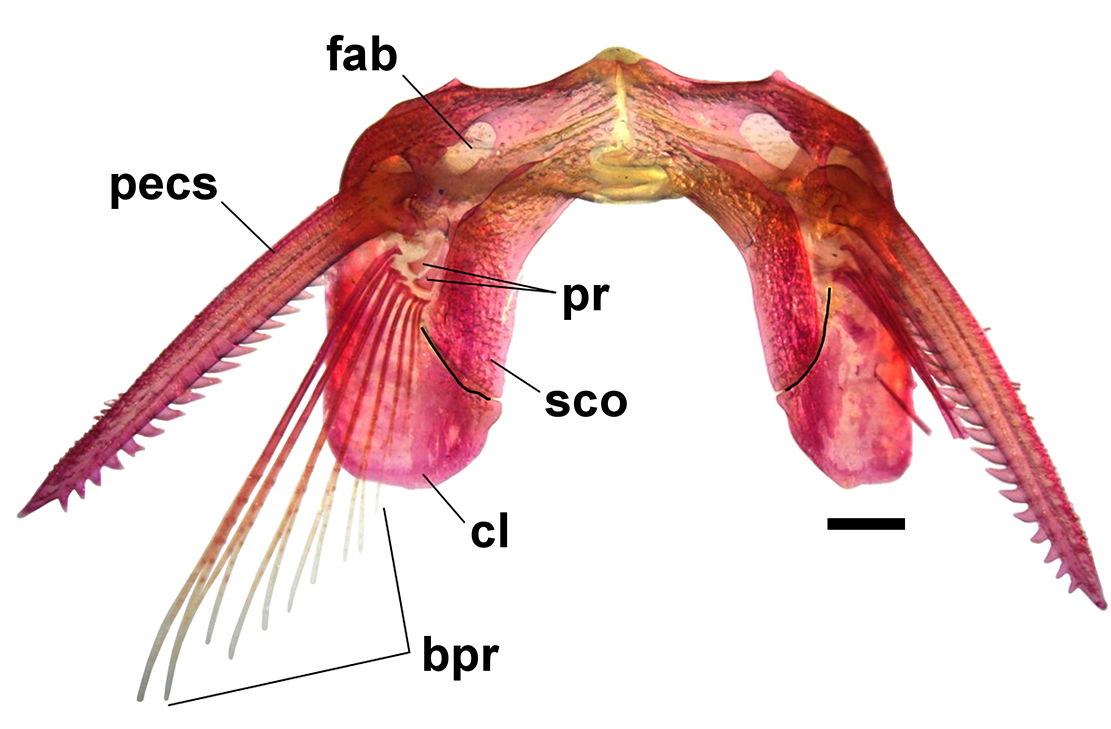
Preparovaný skelet prsních ploutví pancéřníčka vlnopruhého (Corydoras undulatus) a jejich pletence (spodní pohled) s velice nápadným prvním ploutevním paprskem (v obrázku jako „pecs“) přeměněným na mohutný trn s pilovitým okrajem

### Tělo, ploutve
Tělo sumců je lysé, bez šupin, mnohdy je ale kryté krunýřem z kostěných destiček, které šupiny suplují. Běžně je přítomná tuková ploutvička (u sumcovitých, kteří jsou sumcem velkým zastoupeni i v ČR a proto jsou zde nejznámějšími zástupci sumců, však chybí). Častá je přítomnost tvrdých paprsků na přední hraně prsních ploutví a hřbetní ploutve (ve hřbetní ploutvi většinou výraznému paprsku předchází ještě jeden drobný, modifikovaný paprsek, který jej v případě potřeby „uzamyká“ ve vzpřímené poloze). Tyto tři tvrdé ploutevní paprsky tvoří mnohdy až nápadně ostré a pevné, někdy zpětně pilovitě zoubkované ostny, jež jsou sumci běžně využívány při obraně. Při útoku predátora je sumci mohou napřímit a držet kolmo od těla.

#### Jedovatost
V rámci řádu je navíc široce rozšířená jedovatost, přičemž jednoduché jedové žlázy jsou přítomny právě pod pokožkou výše zmíněných ostnů v prsních ploutvích, případně i ve hřbetní ploutvi. Vzhledem k tomu, že jde primárně o obranný mechanismus, jehož účelem je odradit predátora, je nejčastějším příznakem otrav intenzivní bolest v místě bodnutí. Až na tento velmi nepříjemný symptom, který odezní během několika hodin, nebývají otravy sumčími jedy vážné. Existují ale i zprávy o úmrtích následujících po bodnutí ostnem sumce. Na takto tragickém konci se však patrně podepsala i nedostatečná zdravotní péče a následné zanícení rány (jde o případy z konce 19. a počátku 20. století). Jeden z těchto případů nicméně zahrnoval mořského sumce plotose proužkatého (Plotosus lineatus), jehož jed je skutečně velmi silný a v experimentech vede k rychlé mortalitě intoxikovaných ryb. V roce 2008 byla publikována zpráva o smrti brazilského rybáře, jemuž při manipulaci se sítí s úlovkem osten mořského sumce křížovčíka brazilského (Genidens genidens), který dorůstá asi 35–40 cm, probodl hrudník a proniknul až do srdce.
Jedovatost sumců je nedostatečně prostudovaný jev, přesto byla prokázána u zástupců asi 20 čeledí. Existují odhady, že kolem 1 500 druhů sumců má vytvořené jedové žlázy (což by ze sumců dělalo řád obratlovců s vůbec největším zastoupením jedovatých druhů). Buňky tvořící jedové žlázy produkují jednak výše zmíněné toxiny aktivující nocireceptory (receptory vnímající bolest), ale i látky s cytolytickým účinkem (rozrušují buňky), efektem na kardiovaskulární soustavu nebo nervo-svalově účinkující toxiny. Uvažuje se i o využití některých těchto látek v medicíně. Někdy jsou vyvinuty i rozsáhlejší, tzv. axilární žlázy poblíž báze ostnů, jejich funkce je ale nejasná a nemusí souviset s jedovým aparátem.

### Hlava, smysly
Hlava sumců bývá dosti široká. Kolem tlamy jsou přítomny až čtyři páry hmatových vousů (které se ale podílejí i na chemorecepci). Maxilla je bezzubá (až na sumouše) a zmenšená a pomáhá ovládat jeden pár vousů (maxilární vousy). Tato modifikace vede k tomu, že sumci nemají vysunutelná ústa jako mnohé příbuzné ryby (např. máloostní). Kost radličná (vomer), patrové (palatina) a křídlaté (pterygoidy) kosti na stropě ústní dutiny jsou u sumců ozubené. Čichový orgán sumců bývá dobře vyvinutý, např. sumec velký má v čichovém epitelu neobyčejně vysoký počet smyslových buněk – kolem 150 000; kaprovité ryby, okouni nebo štiky mají pro srovnání v čichovém epitelu jen tisíce až desetitisíce smyslových buněk. Zrak je naopak vyvinut spíš hůře, oči jsou relativně drobné.

Znaky sumců
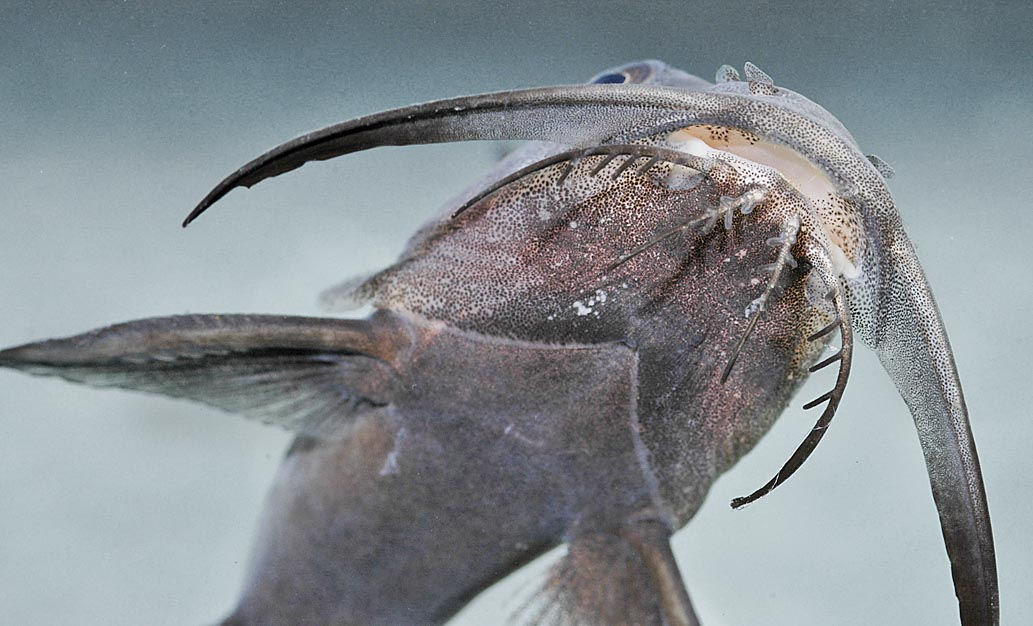
Peřovec blanitovousý (Hemisynodontis membranacea) má tři páry vousů: nejlépe jsou vyvinuty vousy maxilární, dva páry mandibulárních vousů jsou zpeřené
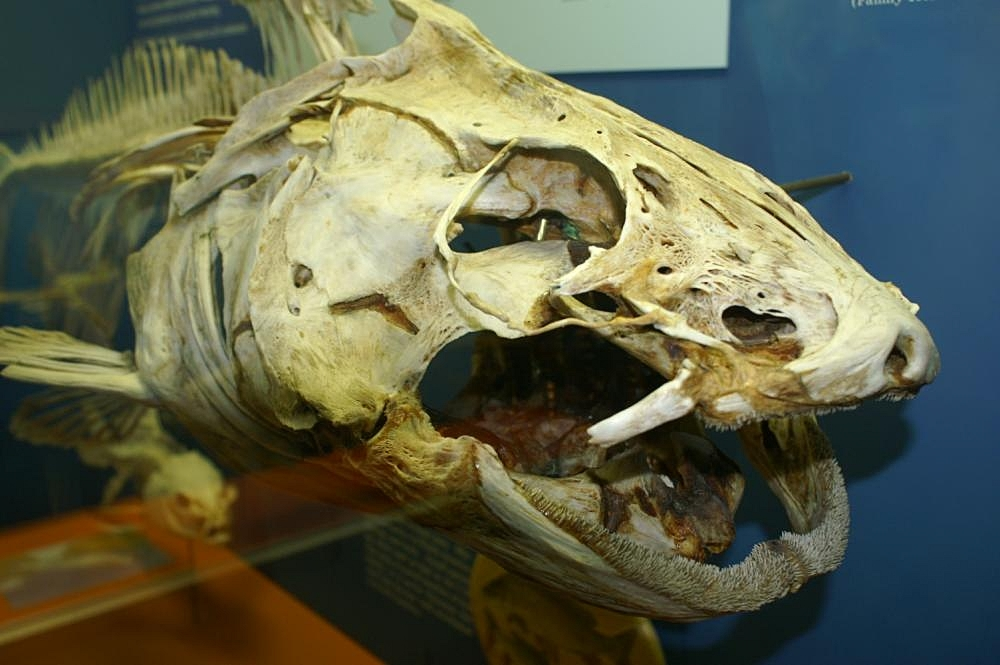
Lebka sumečka velkého (Ictalurus furcatus) s jasně patrnou štíhlou maxilou odbočující z horní části úst, za živa podpírající silný maxilární vous
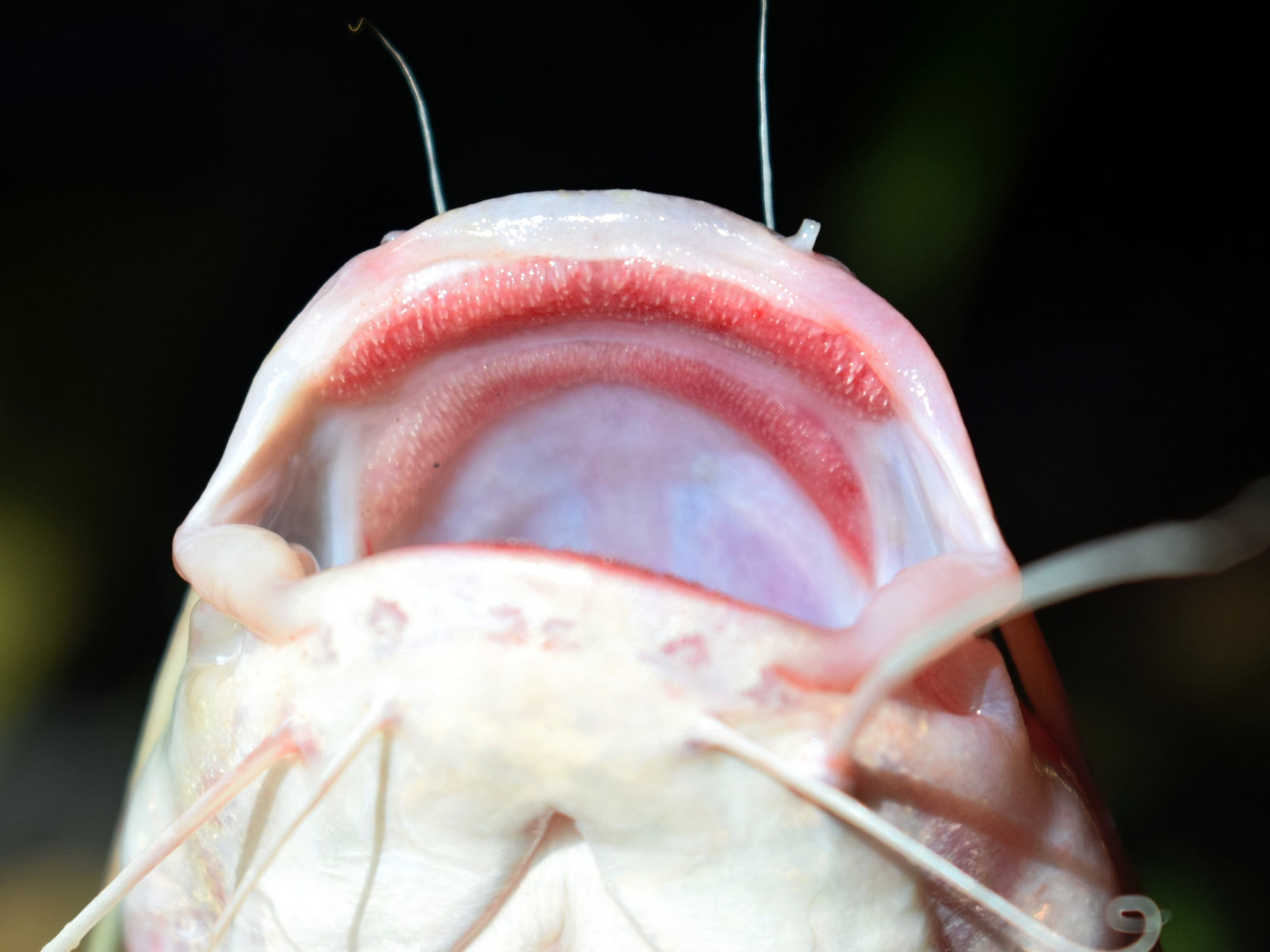
Pohled zespodu do otevřených úst sumíčka štíhlého (Hemibagrus nemurus), kde jsou vidět dva pásy zubů: premaxilární a vomero-palatinální
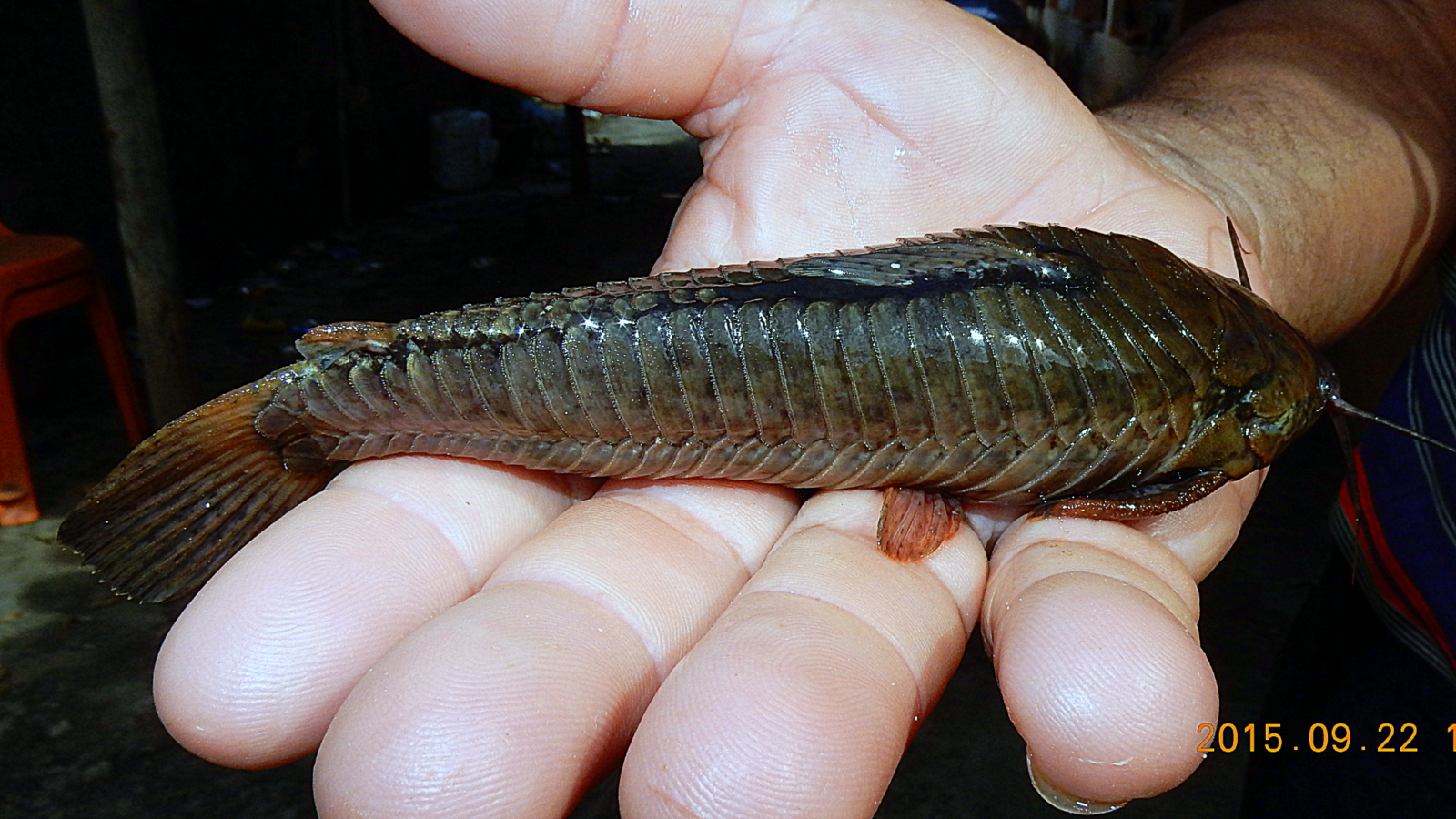
Pancéřníček brazilský (Callichthys callichthys) má velmi dobře vytvořené kostěné pláty chránící jeho tělo bez šupin

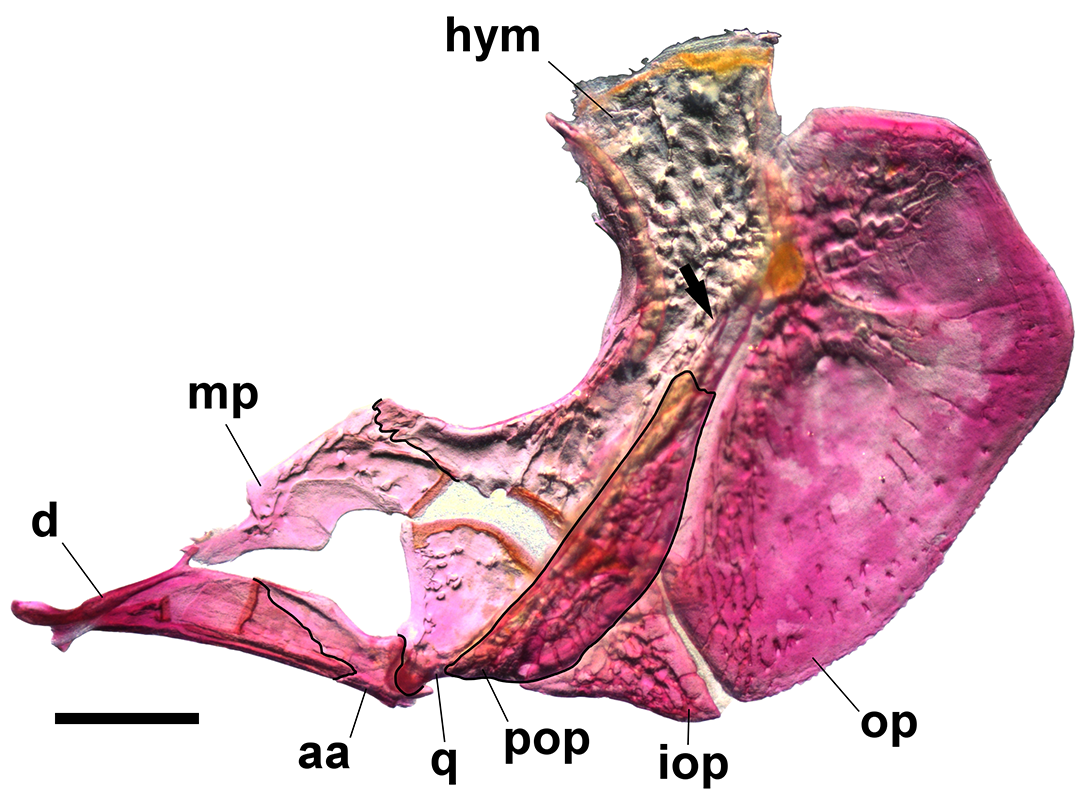
Preparovaný skelet dolní čelisti, jejího závěsu a skřelí pancéřníčka (ostatní lebeční kosti jsou odstraněny): pod skřelovou kostí (operculare – na obrázku „op“) chybí suboperculare, infraoperlulare (iop) a preoperculare (pop) jsou zmenšené, v oblasti mezi quadratem (q), metapterygoidem (mp) a hyomandibulare (hym) chybí symplektikum

### Kostra
Sumci jsou jako monofyletická skupina paprskoploutvých jednoznačně definováni zejména kosterními znaky, ovšem poněkud detailními. Chybí jim např. některé lebeční kosti (konkrétně suboperculare, symplektikum, basihyale) nebo intermuskulární kůstky v tělní svalovině (drobné kůstky ve vazivu mezi myomerami). Jiné kosti lebky jsou redukovány (mesopterygoid, preoperculare a interoperculare), ještě další srůstají (např. posttemporale se supracleithrem). Tak jako další zástupci skupiny Otophysa mají i sumci dobře vyvinutý Weberův aparát tvořený několika prvními obratli (a s nimi asociovanými vazy a svaly), které propojují plynový měchýř s vnitřním uchem a tak umožňují mnohem lepší vnímání zvuku. Druhý až čtvrtý obratel, které se na stavbě Weberova orgánu podílejí, u sumců srůstají. U sumců nacházíme velmi široké rozpětí počtu obratlů: kromě Weberova orgánu mohou mít 15 (někteří pangasové) až přes 100 obratlů (někteří keříčkovci).

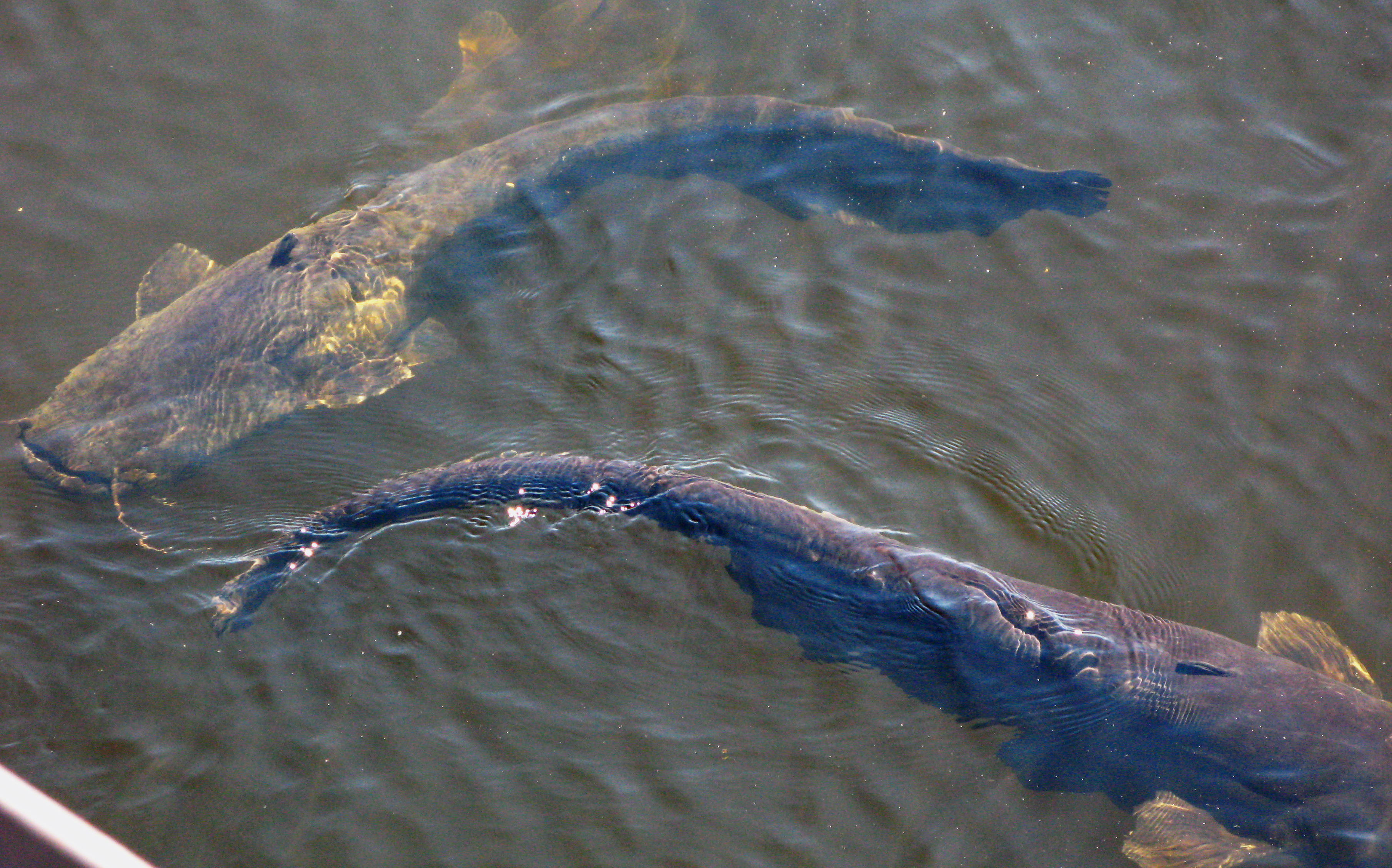
Mohutní sumci velcí focení r. 2008 v nádržích s chladicí vodou v areálu černobylské jaderné elektrárny

### Velikost
V řádu sumců nacházíme obrovské rozpětí velikostí. Patří sem jak jedny z nejdrobnějších, tak jedny z největších sladkovodních ryb. Nejmenším sumcem je širokohlavec tocantinský (Micromyzon akamai), jehož samice mohou být pohlavně dospělé při velikosti 12 mm, také četní velrybovcovití a trnovečkovití dorůstají jen asi 2 cm délky. Největším sumcem je sumec velký, který může dorůstat snad až 5 m (relativně běžně do 3 m). Další velké druhy jsou mekongský pangas velký (Pangasianodon gigas) dosahující délky kolem 3 m a o něco menší jihoamerický anténovec vláknovitý (Brachyplatystoma filamentosum). Většina druhů sumců dorůstá jednoho až několika málo dm.

## Ekologie a etologie

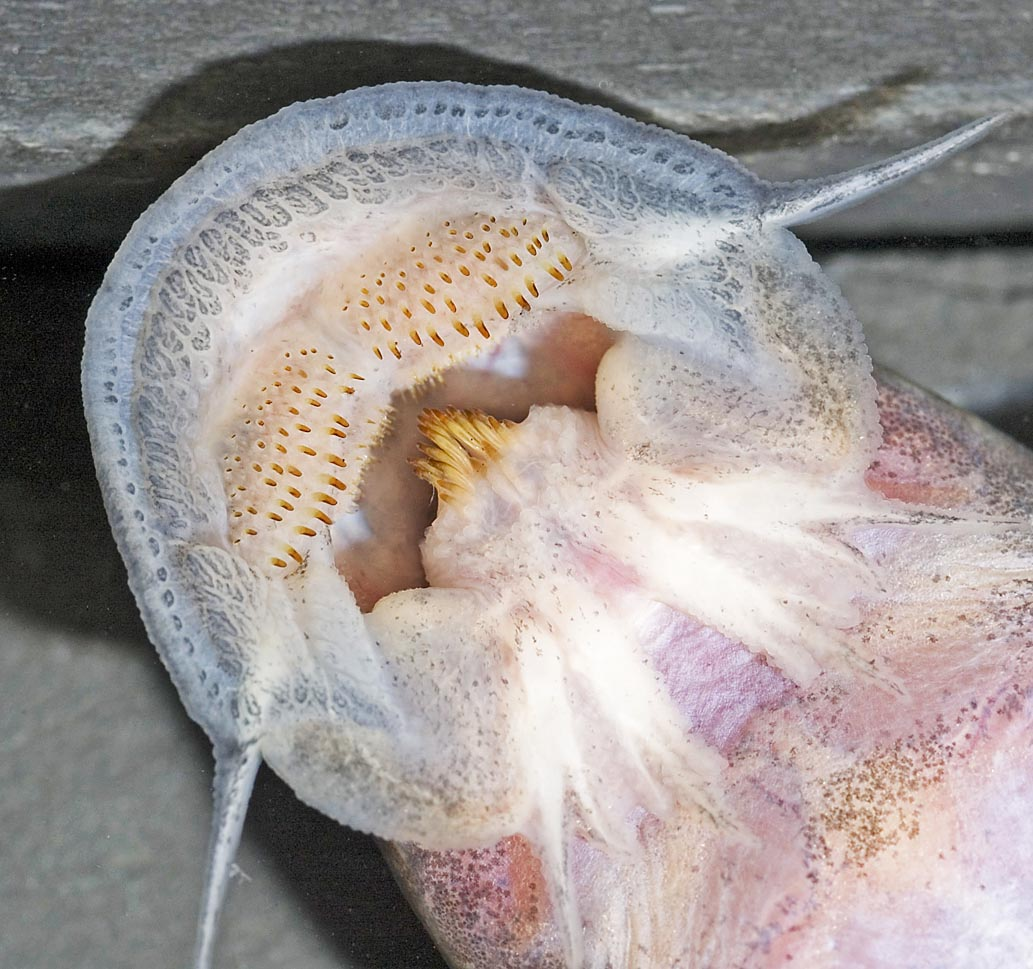
Přísavka, vousy a zuby peřovce rodu Chiloglanis

Sumci jsou většinou samotářské dravé bentické ryby aktivní za soumraku a v noci. Pak se tolik nespoléhají na zrak, ale spíše na hmat a chemorecepci zprostředkované jejich vousy a dobře vyvinutým čichovým orgánem. Různých způsobů života však mezi sumci nalézáme mnoho: existují i druhy denní, pelagické, býložravé atd.  Sumci mají četné jeskynní nebo intersticiální (skrytě a trvale v sedimentu žijící) zástupce: v podzemních vodách různých typů bylo zaznamenáno asi 89 druhů sumců. U druhů žijících ve vodách chudých na kyslík mohou být přítomny přídatné dýchací orgány. Kromě jednoduchého polykání vzduchu a příjmu kyslíku sliznicí střeva známého u pancéřníčkovitých může jít o specializované orgány v podobě keříčkovitých výrůstků sliznice žaberní dutiny u keříčkovců nebo o dýchací vaky vybíhající z žaberní dutiny daleko do těla u pakeříčkovců. Jiné, reofilní druhy obývají naopak silně prokysličené vody bystřin, některé jsou schopny pohybovat se i po stěnách vodopádů (např. šplhavkovití). U reofilních druhů jsou ústa často přeměněna v přísavku pomáhající udržet se na místě a např. u krunýřovcovitých zároveň v aparát umožňující seškrabávat řasy, jejich hlavní potravu, z kamenů.

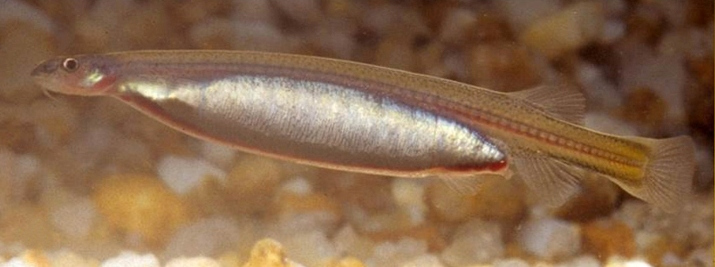
Vandélie obecná plně nasátá krví ze žaber hostitelské ryby

Někteří zástupci kandirovitých se živí paraziticky (resp. jako mikropredátoři) na větších rybách, jimž ožírají šupiny, sliz, nebo pronikají do jejich žaber, kde se živí krví. Nechvalně proslulá vandélie obecná (Vandellia cirrhosa) je velice často zmiňována v populární i odborné literatuře jako ryba schopná se „omylem“ prodrat proti proudu moči do močové trubice koupajících se lidí, kde se zasekne trny na skřelích a musí být odstraněna chirurgicky. Líčení bývají barvitá, případně doplněná i o doporučená protiopatření. Podle všeho jde o pověru. Ojedinělým případem hnízdního parazitismu mezi rybami je peřovec kukaččí z jezera Tanganika, který využívá jako hostitele, kteří pečují o jeho potomstvo, tamní tlamovce.

U pasumců jsou ze svaloviny po bocích těla vytvořeny mohutné elektrické orgány schopné poskytovat napětí až 350 V.

Netradiční sumci
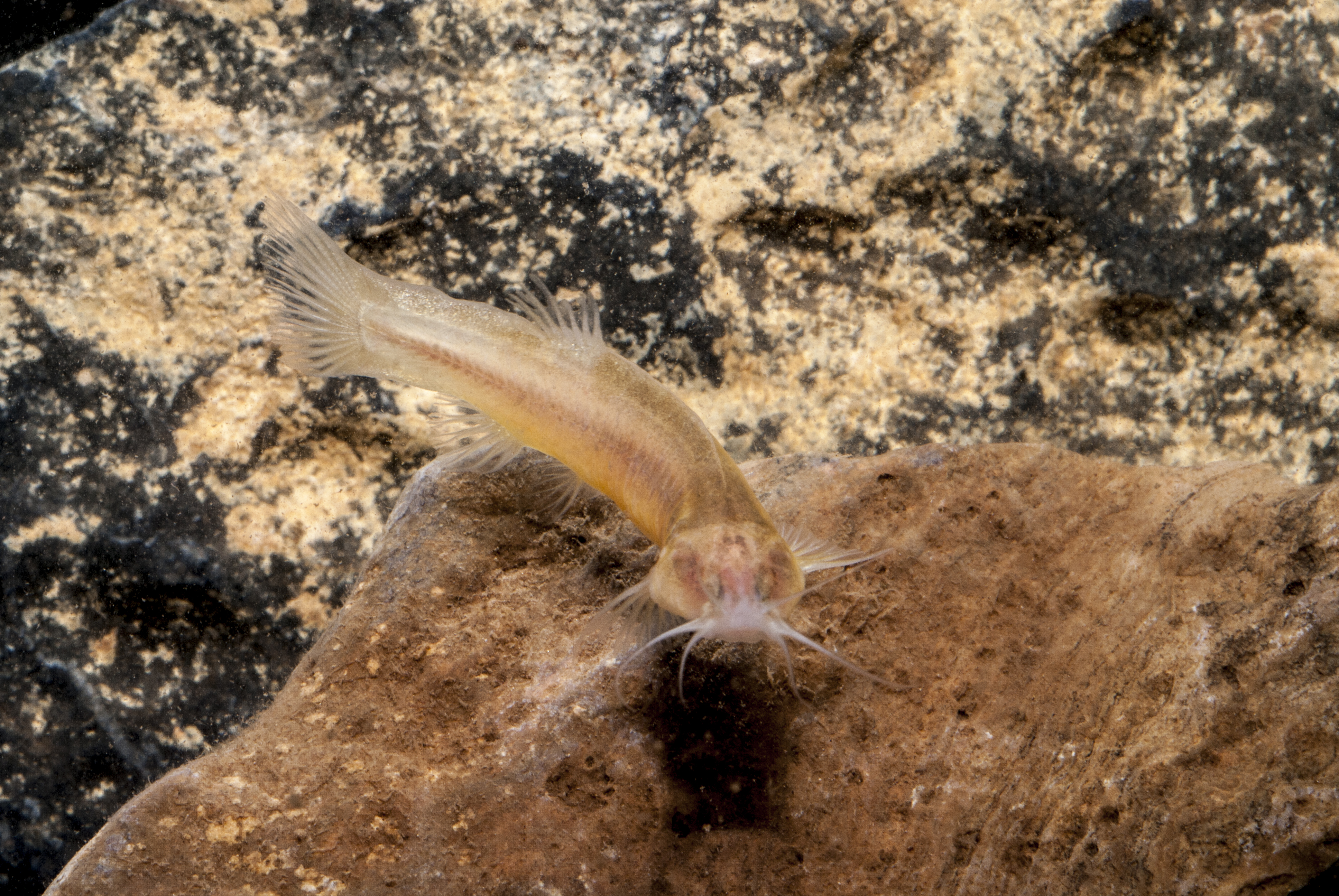
Kandiru Trichomycterus dali žije v brazilských krasových jeskyních
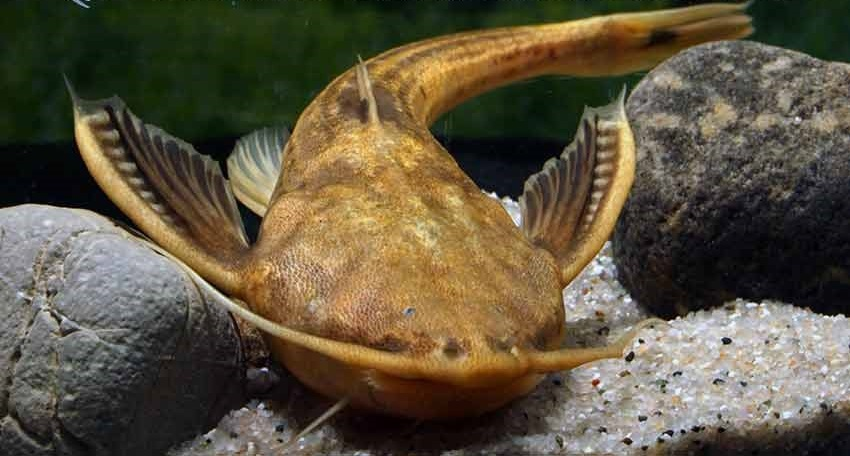
Širokohlavec magdalenský (Xyliphius magdalenae) s miniaturníma očima tráví většinu života zahrabaný v substrátu
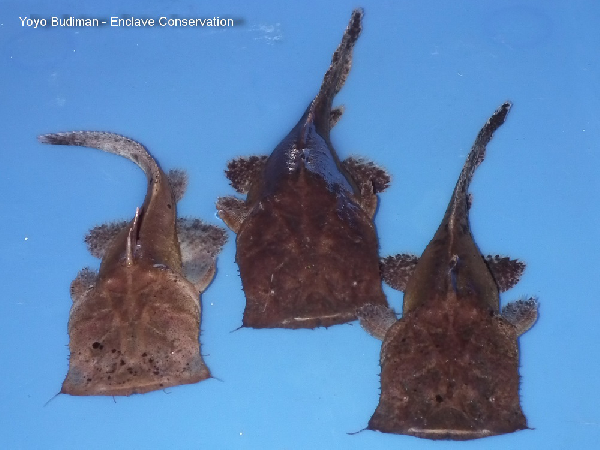
Chaka velkotlamá (Chaca bankanensis) číhá na dně nehnutě na kořist, kterou může lákat i pohybem vousků
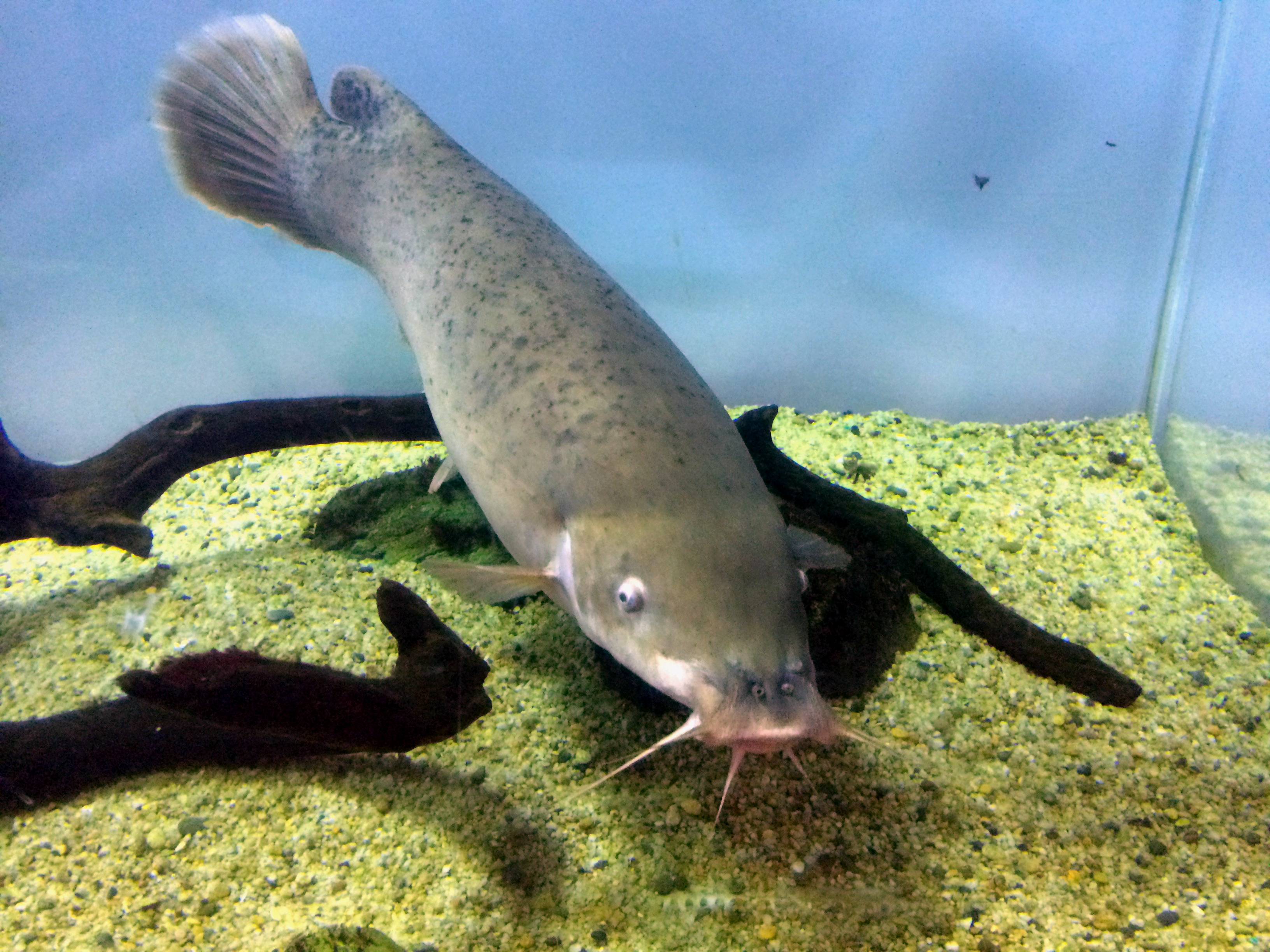
Pasumcovití mají na hřbetě jen tukovou ploutvičku a svaly na bocích zčásti přeměněné na elektrický orgán

### Rozmnožování

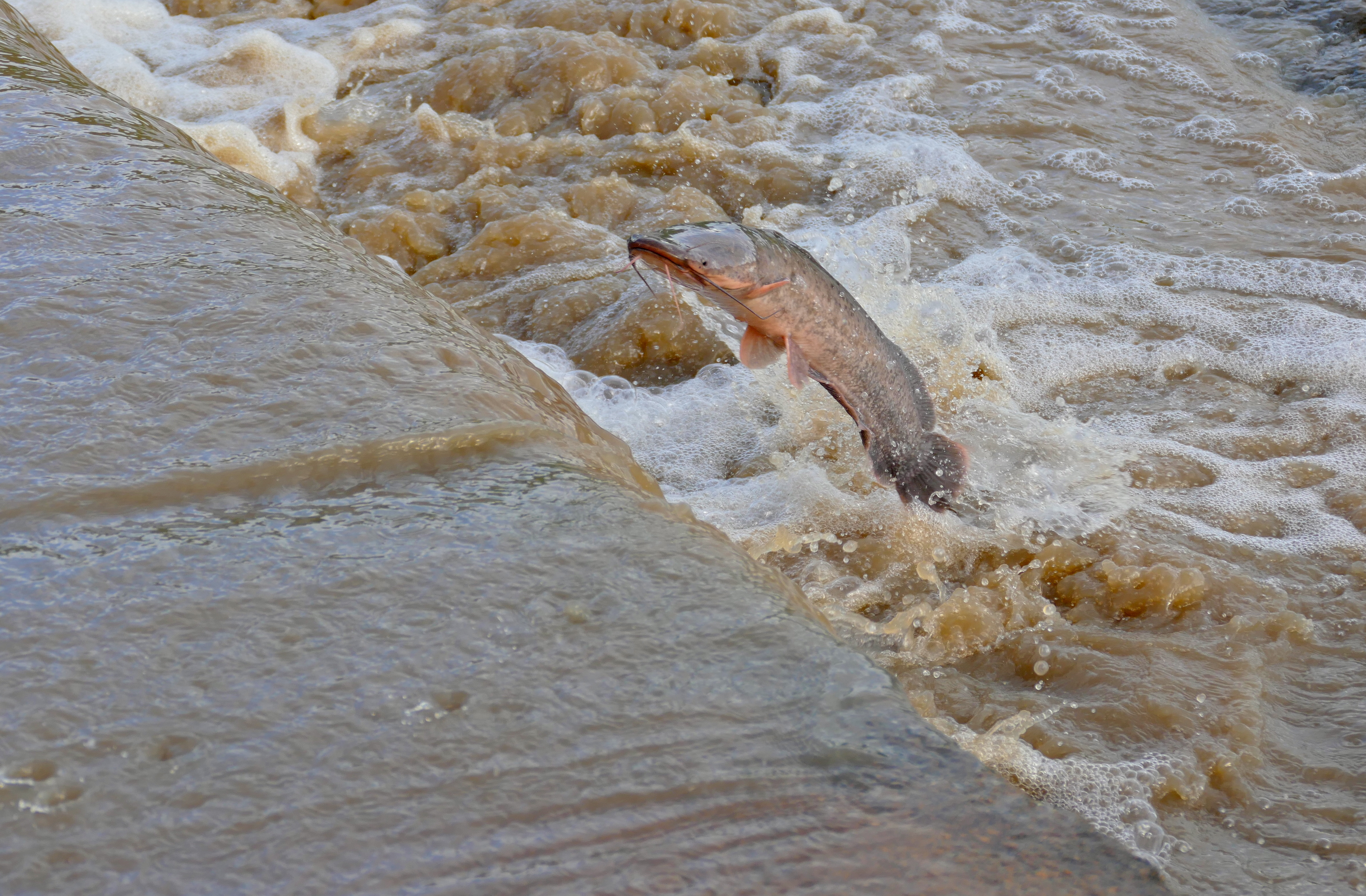
Keříčkovec červenolemý skáče proti jezu; takovéto chování lze pozorovat během masových migrací do oblastí, kde probíhá tření

Většina sumců se po vytření o jikry a plůdek dále nestará, i když mohou místo tření důkladně připravit a vyčistit. U některých druhů (hlavně u krunýřovcovitých nebo sumečkovitých) střeží samec v hnízdě (v dutině, jeskyni, pod kamenem apod.) jikry i mladé. O jikry se starají i samice širokohlavců (Aspredo), které nosí jikry na břiše, či křížovcovití, jejichž samci přechovávají jikry v tlamě nebo v případě křížovce vousatého (Genidens barbus) i v žaludku. U trnovčíků rodu Trachycorystes dochází k vnitřnímu oplození pomocí paprsků břišních ploutví přeměněných na jednoduchý pářicí orgán.

### Alarm-signalizace
Znak sdílený sumci s ostatními zástupci skupiny Otophysa je kromě Weberova orgánu také specifický typ vnitrodruhové varovné chemické signalizace, vysílání tzv. alarm-signálu. Při poškození pokožky např. při útoku predátora se ze specializovaných buněk uvolňuje chemická látka vnímaná dalšími rybami téhož druhu (nebo i příbuzných druhů) jako poplašný stimul. Její přítomnost ve vodě vede ke stresové reakci a změně chování ryb (což může mít vliv i na produkci rybího masa v chovech). U některých druhů sumců však tento způsob vnitrodruhové komunikace vymizel.

## Diverzita a rozšíření

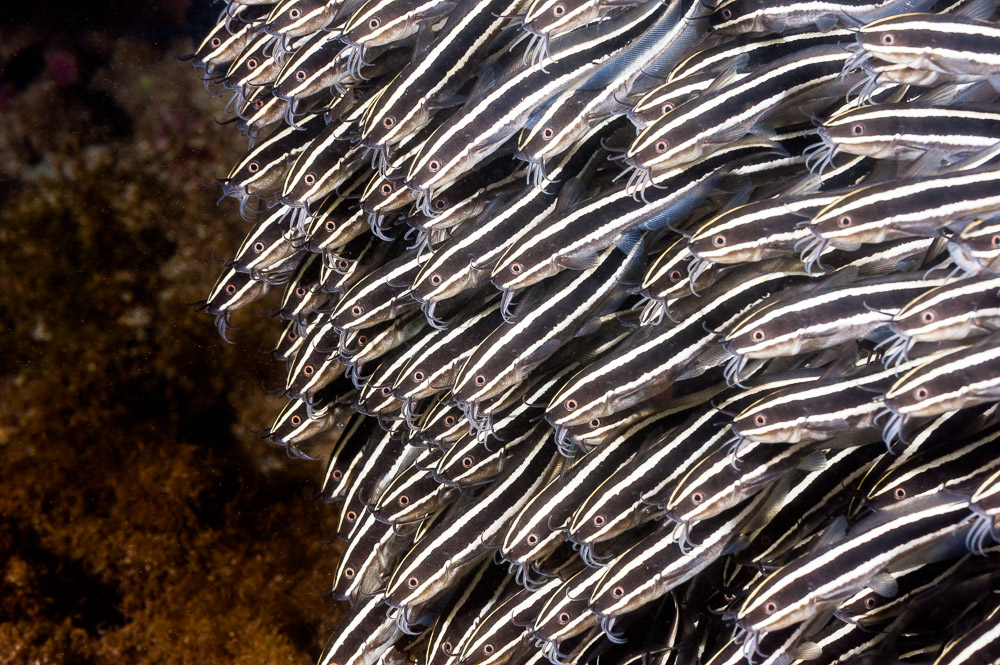
Silně jedovatí mořští plotosové proužkatí (Plotosus lineatus) tvoří zamlada velká kompaktní hejna

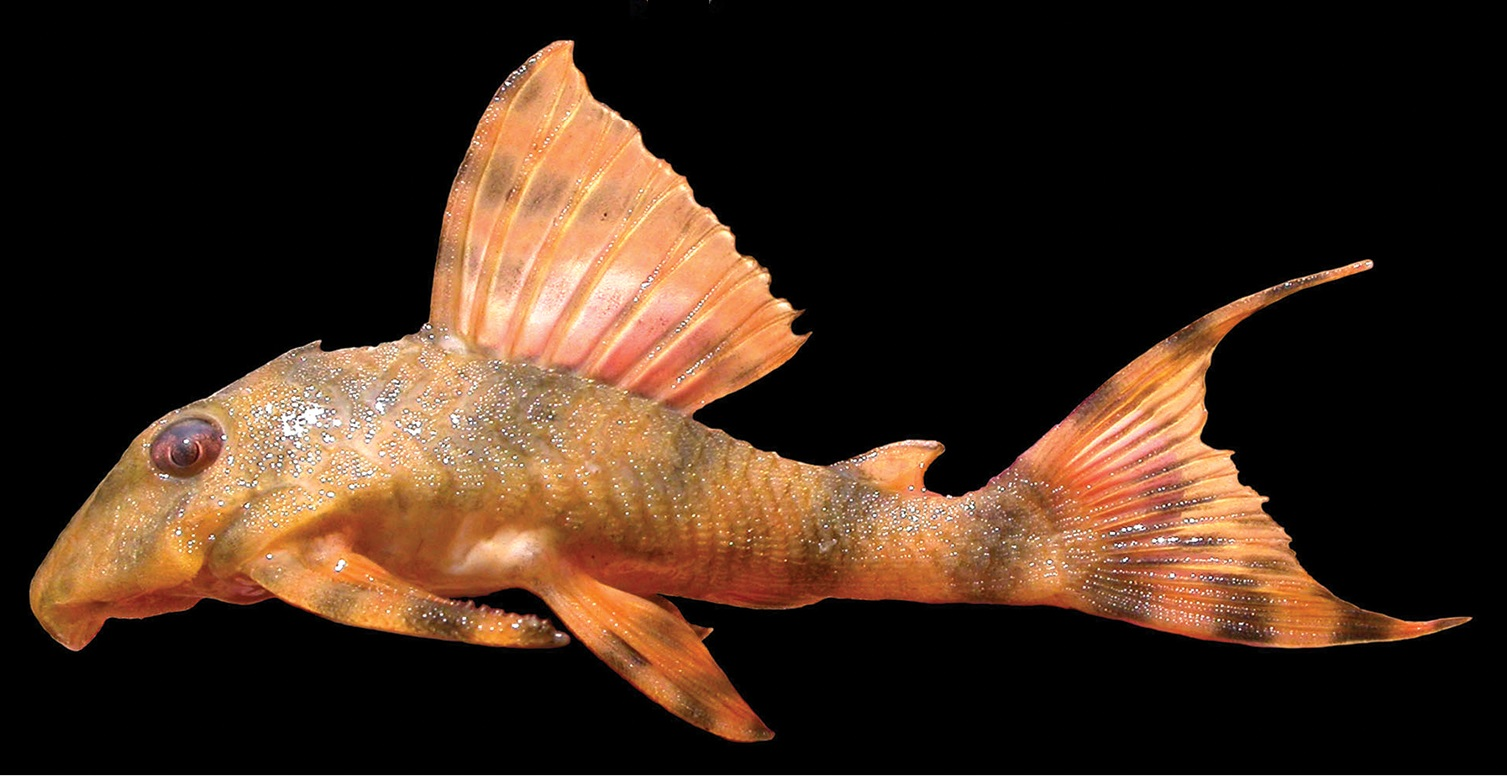
Krunýřovcovití jsou největší čeledí sumců

Sumci jsou jedním z nejpočetnějších řádů obratlovců. Odhady počtu druhů se různí, pohybují se asi od 3 750 po více než 4 000 druhů. Ty jsou řazeny do přibližně 500 rodů v asi 40 čeledích. Jde o primárně sladkovodní ryby pronikající někdy do brakických vod, v čeledích plotosovití a křížovcovití je většina zástupců mořská. Sumci jsou známí ze všech kontinentů světa, přičemž v australské oblasti se vyskytují spíše jen mořské druhy plotosovitých, některé se ale sekundárně přizpůsobily životu ve sladkých australských vodách. Fosilní sumci jsou známí i z Antarktidy. Nejbohatší zastoupení mají v Jižní Americe, kde se podílejí na celkové diverzitě ryb více než třetinovým podílem. Žijí zde dvě největší čeledě sumců: krunýřovcovití (přes 1000 druhů) a kandirovití (asi 380 druhů). Velká část čeledí sumců je rozšířena vždy jen v rámci jediného kontinentu.
V přírodě České republiky jsou sumci zastoupeni především sumcem velkým vyskytujícím se přirozeně v pomalých tocích a slepých říčních ramenech, vysazován je i v údolních nádržích nebo i rybnících. Místy (hojněji např. v Polabí) se lze v ČR setkat také s introdukovaným sumečkem americkým s nevelkým významem.

## Evoluce

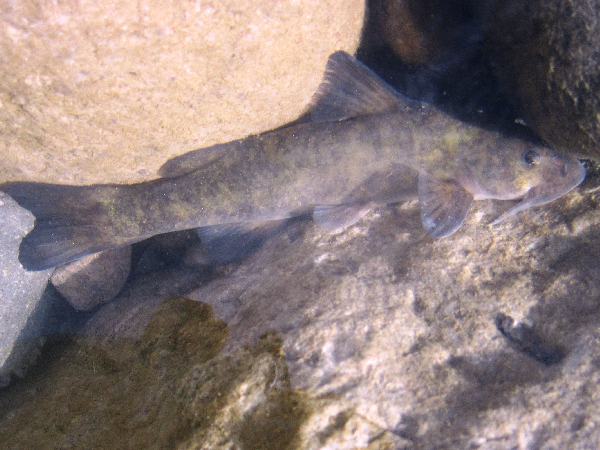
Sumouš lautarský (Diplomystes nahuelbutaensis), zástupce nepočetného, primitivně stavěného podřádu sumoušů

Řád sumci lze rozdělit na tři podřády: bazální Loricarioidei, primitivně stavěné Diplomystoidei a pokročilejší Siluroidei. Vzhledem k tomu, že první dva jmenované podřády mají čistě jihoamerické (a středoamerické) rozšíření, podporuje fylogeneze sumců hypotézu o jejich raně křídovém prapůvodu v oblasti Pangey, která odpovídá právě dnešní Jižní Americe, kde byly nalezeny i nejstarší sumčí fosilie.
Sumci jsou jedním ze čtyř řádů (spolu s máloostnými, trnobřichými a nahohřbetými) velevýznamné sladkovodní linie paprskoploutvých ryb zvané Otophysa charakterizované mimo jiné přítomností Weberova aparátu. Příbuzenské vztahy v rámci linie Otophysa nejsou úplně zřejmé. Sumci jsou standardně považováni za sesterskou skupinu nahohřbetých, ale některé studie je rekonstruují jako nejblížší příbuzné trnobřichých nebo dokonce jako sesterskou skupinu jednoho ze dvou podřádů tohoto řádu (Characoidei), který by tak byl parafyletický.

### Fosilní doklady
Nejstarší (pozdně křídové) fosilní doklady sumců pocházení z Jižní Ameriky. Příkladem rané sumčí skupiny je čeleď Andinichthydae, jejíž zástupci (např. Andinichthys, Yuskaichthys) jsou známí ze svrchní křídy a spodního paleocénu Bolívie a Argentiny. Nálezy jsou fragmentární (části lebky a k nim přiřazené disartikulované části postkraniálního skeletu) a nesou některé primitivní rysy, ale i znaky poukazující na příbuznost s podřádem Siluroidei. Z paleocénu Argentiny je znám fosilní pancéřníček popsaný jako Corydoras revelatus. Z Patagonie je znám eocenní rod Bachmannia příbuzný pravděpodobně sumoušům. Z eocenních usazenin jsou sumci doloženi i ze Severní Ameriky.

## Význam
Sumci mají velký význam jako lovné ryby, ať už jde o sportovní rybolov nebo lov pro obživu. Některé druhy jsou komerčně chovány na maso, pangas spodnooký (Pangasianodon hypophthalmus) patří celosvětově mezi ryby s nejvyšší produkcí masa v chovech (zaujímá v tomto žebříčku sedmé místo). Bohatě zastoupenou skupinou jsou také v akvaristice. Některé druhy sumců zavlečené mimo jejich přirozený areál se staly obtížnými invazními druhy, např. glyptopeři (Pterygoplichthys) z čeledi krunýřovcovitých v Mexiku a na jihu USA.

Sumci s významem pro lidi
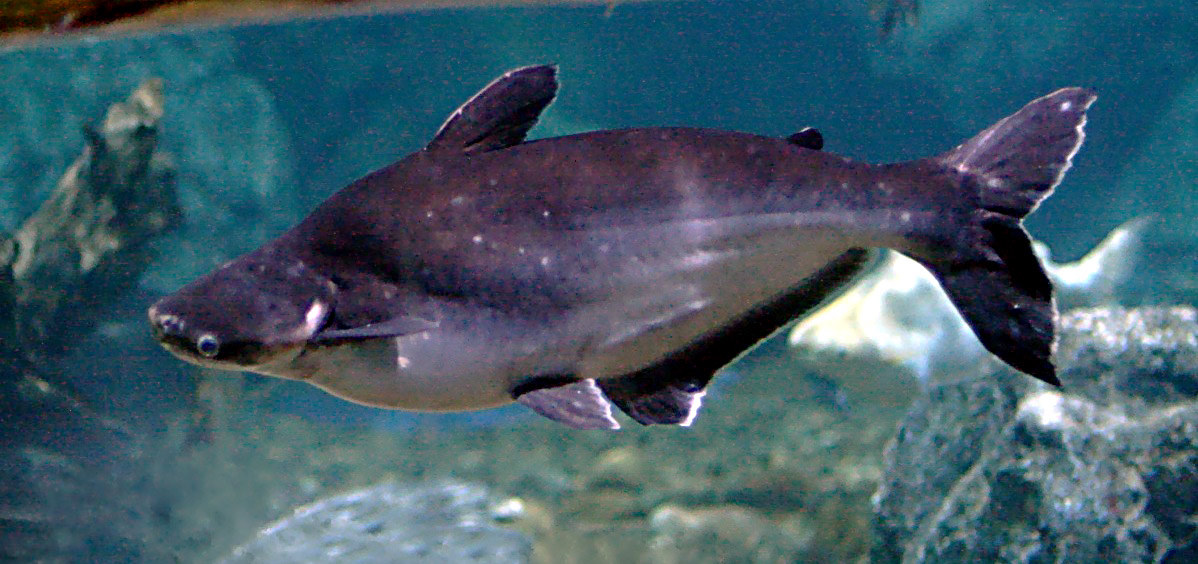
Pelagický pangas spodnooký je často chován na maso
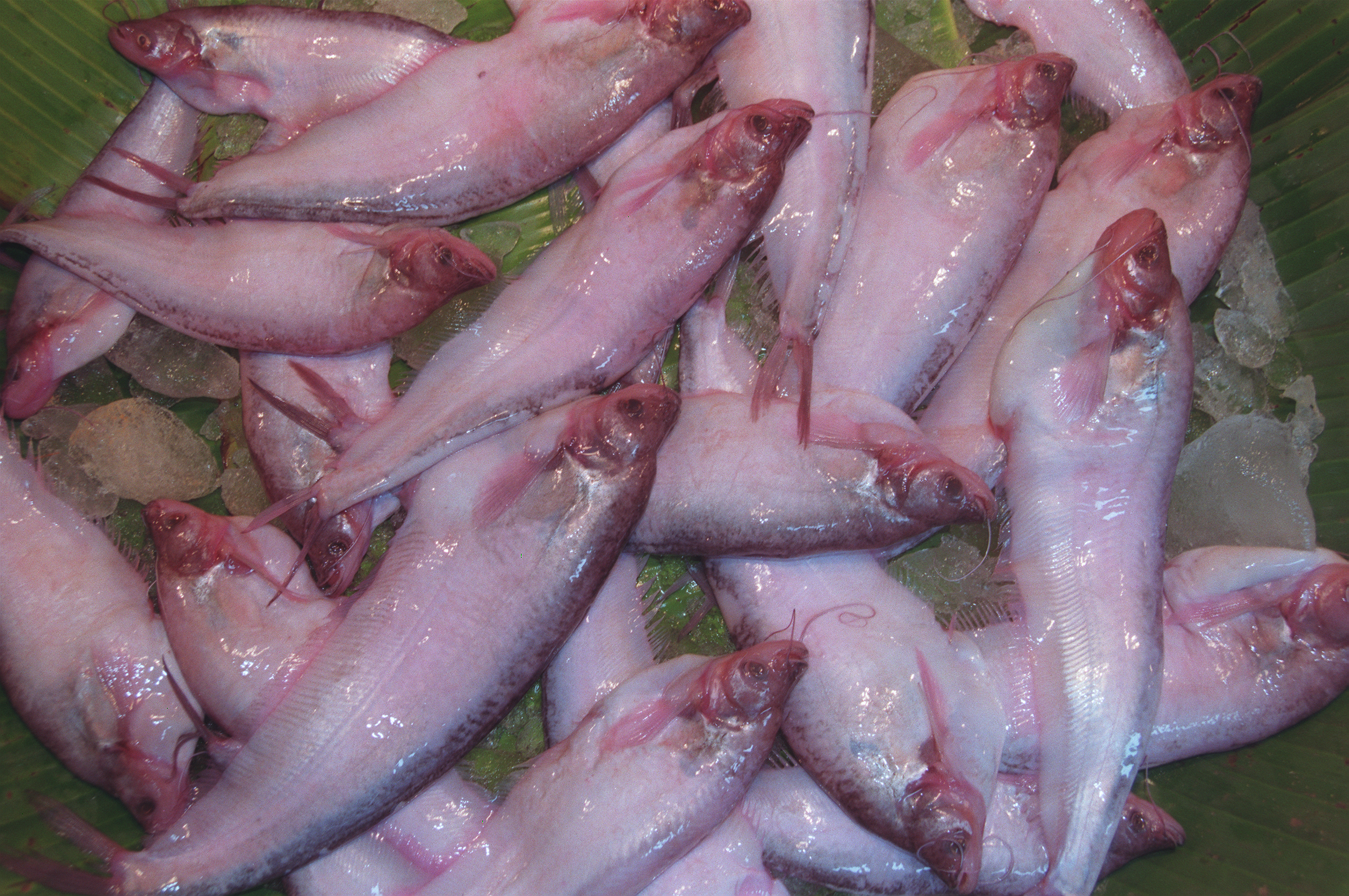
Nalovení ompoci indičtí (Ompok pabda)
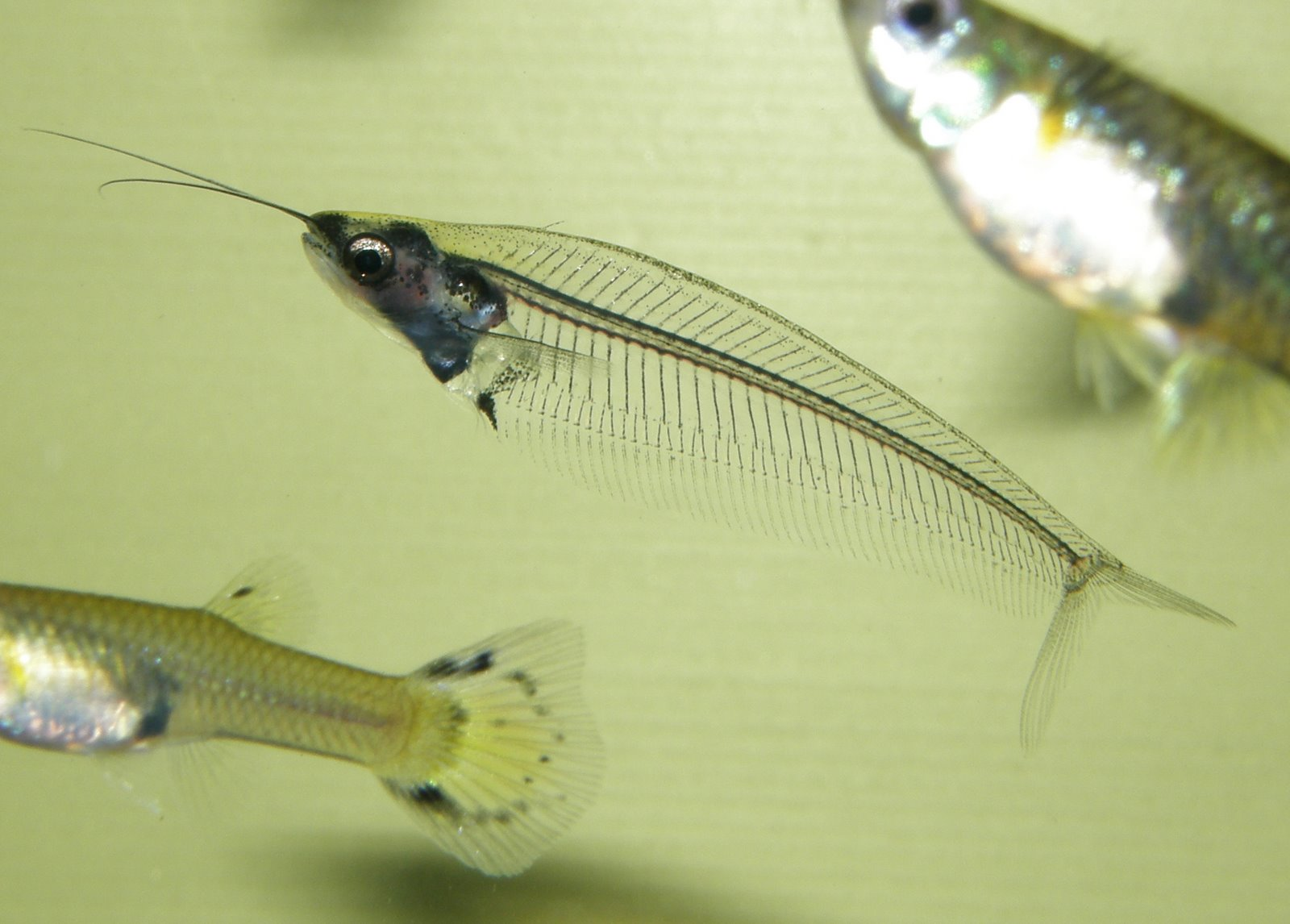
Sumeček průsvitný (Kryptopterus vitreolus), zajímavý akvarijní sumec
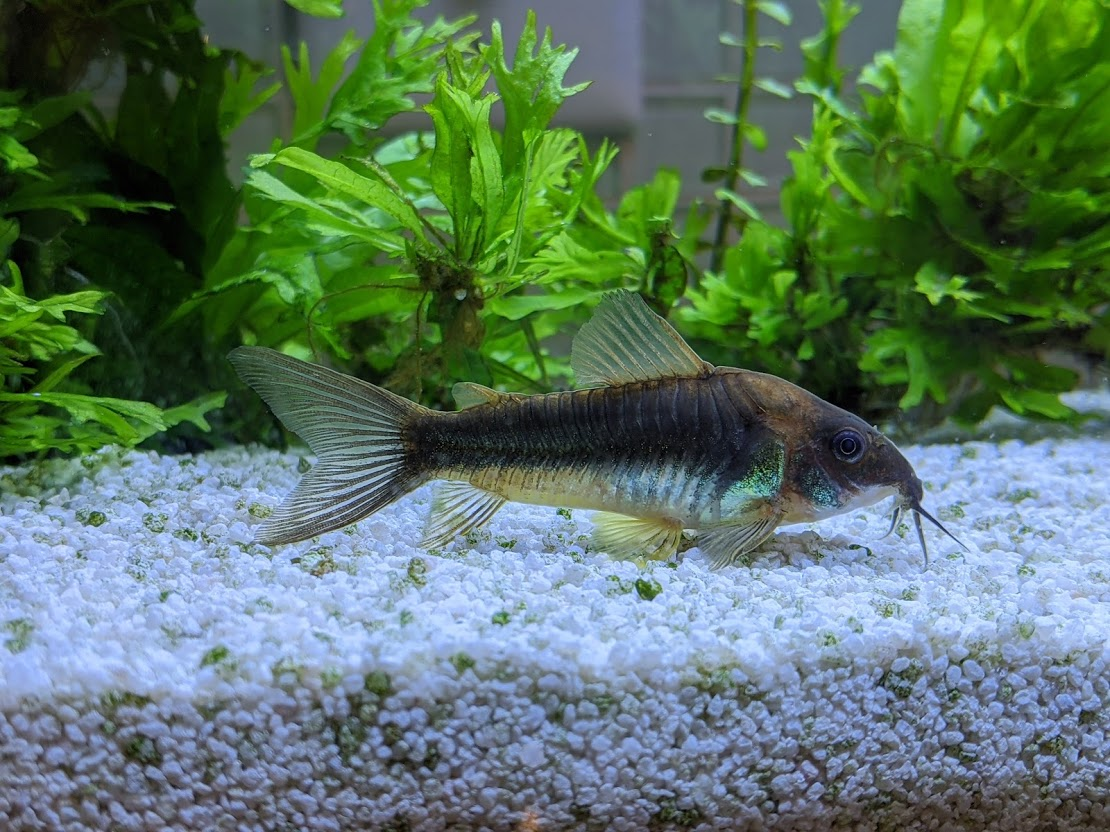
Také pancéřníčci jsou běžně chovanými akvarijními rybkami

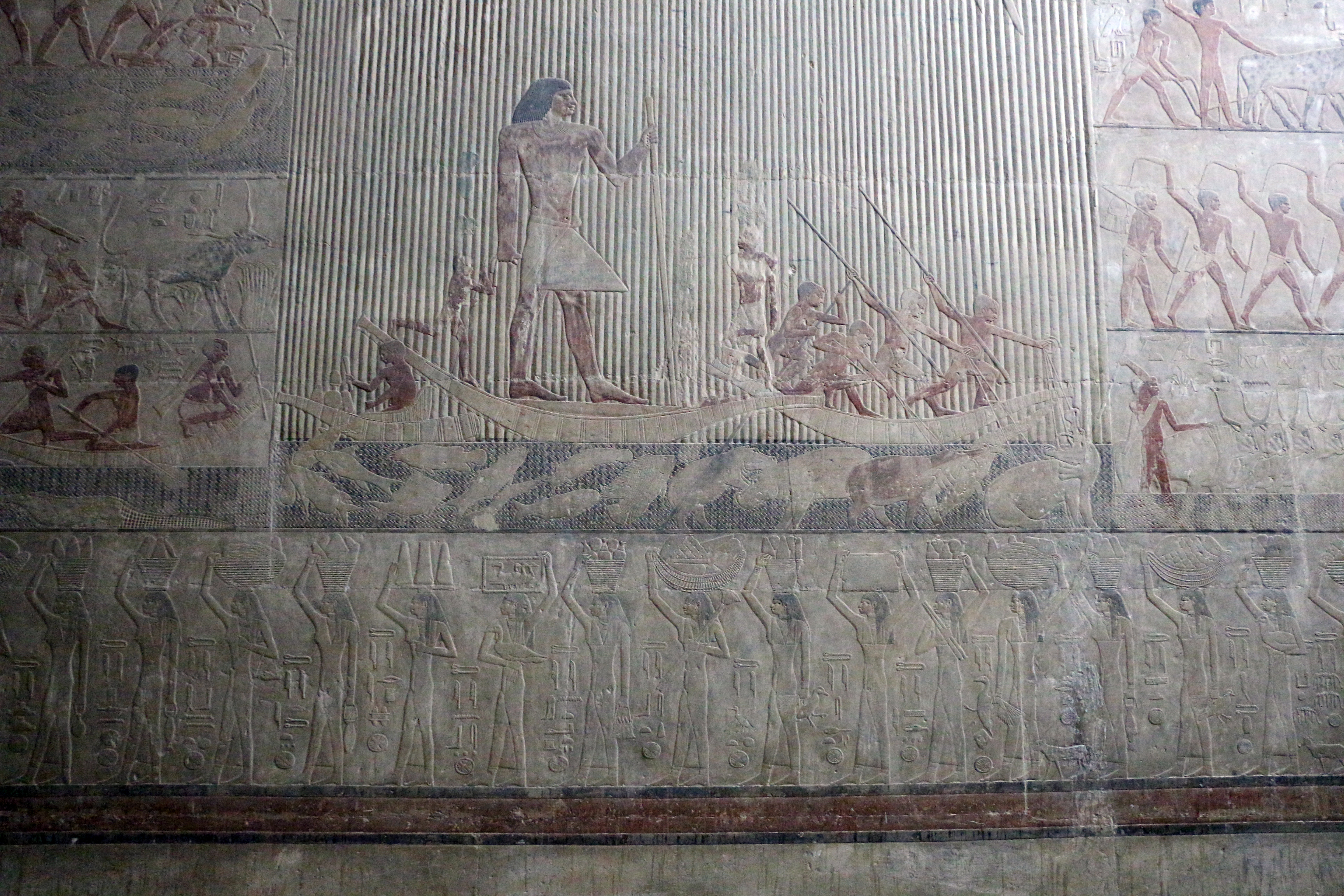
Pod loďkami na reliéfu v hrobce velmože Ti z období egyptské Staré říše plave hned několik sumců včetně elektrického pasumce